# Broomeia ellipsospora
Broomeia ellipsospora är en svampart som beskrevs av Höhn. 1905. Broomeia ellipsospora ingår i släktet Broomeia och familjen Broomeiaceae.   Inga underarter finns listade i Catalogue of Life.